# Украинский сельский совет (Криничанский район)
Украинский сельский совет (укр. Українська сільська рада) — входит в состав Криничанского района Днепропетровской области Украины.
Административный центр сельского совета находится в селе Украинка.

## Населённые пункты совета
- с. Украинка
- пос. Вишнёвое